# Isla Sajid
Isla Sajid es una de las islas Farasan en Arabia Saudita, situada en el mar Rojo, cerca de las coordenadas geográficas 16°46′21″N 41°58′0″E / 16.77250, 41.96667. Su superficie es de 156,0 kilómetros cuadrados y la línea de costa es 82,7 kilómetros. Administrativamente depende de la provincia de Jizán, al suroeste de Arabia Saudita.